# Nations Cup 2016
Nations Cup 2016 là giải bóng đá giao hữu quốc tế được tổ chức tại Thành phố Malacca, Malaysia từ ngày 3 tháng 6 năm 2016 đến ngày 5 tháng 6 năm 2016. Đây là giải đấu dành cho các cầu thủ dưới 21 tuổi được tổ chức bởi MP & Silva với sự góp mặt của bốn đội U-21 Malaysia, U-21 Singapore, U-21 Thái Lan và U-21 Việt Nam. Tất cả các trận đấu đều diễn ra trên Sân vận động Hang Jebat.

## Điểm điểm tổ chức
| Krubong                 | Krubong                               |
| ----------------------- | ------------------------------------- |
| Sân vận động Hang Jebat | Hang JebatNations Cup 2016 (Malaysia) |
| Sức chứa: 40.000        | Hang JebatNations Cup 2016 (Malaysia) |
|                         | Hang JebatNations Cup 2016 (Malaysia) |

## Lược đồ thi đấu
|  | Bán kết   | Bán kết  |               |   | Chung kết | Chung kết |
|  |           |          |               |   |           |           |
|  | 3 tháng 6 |          |               |   |           |           |
|  |           |          |               |   |           |           |
|  | Thái Lan  | 2        |               |   |           |           |
|  | Thái Lan  | 2        | 5 tháng 6     |   |           |           |
|  | Việt Nam  | 0        |               |   |           |           |
|  | Việt Nam  | 0        | Thái Lan      | 2 |           |           |
|  | 3 tháng 6 |          | Thái Lan      | 2 |           |           |
|  |           | Malaysia | 1             |   |           |           |
|  | Malaysia  | Malaysia | 1             | 3 |           |           |
|  | Malaysia  |          |               | 3 |           |           |
|  | Singapore | 0        |               |   |           |           |
|  | Singapore | 0        | Tranh hạng ba |   |           |           |
|  |           |          |               |   |           |           |
|  | 5 tháng 6 |          |               |   |           |           |
|  |           |          |               |   |           |           |
|  | Việt Nam  | 2 (5)    |               |   |           |           |
|  | Việt Nam  | 2 (5)    |               |   |           |           |
|  | Singapore | 2 (4)    |               |   |           |           |

## Vòng bán kết
| Thái Lan                | 2 - 0    | Việt Nam |
| ----------------------- | -------- | -------- |
| Nattawut 6' · Pawee 72' | Chi tiết |          |

| Malaysia                         | 3 - 0    | Singapore |
| -------------------------------- | -------- | --------- |
| Rashid 4' · Ahmad 52' · Amin 83' | Chi tiết |           |

## Tranh hạng ba
| Việt Nam                                                                                     | 2 – 2    | Singapore                                                 |
| -------------------------------------------------------------------------------------------- | -------- | --------------------------------------------------------- |
| Huỳnh Tấn Sinh 56' · Hà Đức Chinh 90'                                                        | Chi tiết | Adam 41' · Hazim 51'                                      |
| Loạt sút luân lưu                                                                            |          |                                                           |
| Hà Đức Chinh · Nguyễn Trọng Đại · Bùi Tiến Dụng · Huỳnh Tấn Sinh · Hồ Tấn Tài · Đoàn Văn Hậu | 5 – 4    | Ammirul · Adam · J. Dhukilan · Hami · Amiruldin · Shahrin |

## Trận chung kết
| Thái Lan                 | 2 – 1    | Malaysia   |
| ------------------------ | -------- | ---------- |
| Worawut 3' · Chenrop 79' | Chi tiết | Shamie 35' |